# Chang'an Automobile
Pour les articles homonymes, voir Chang'an (homonymie).

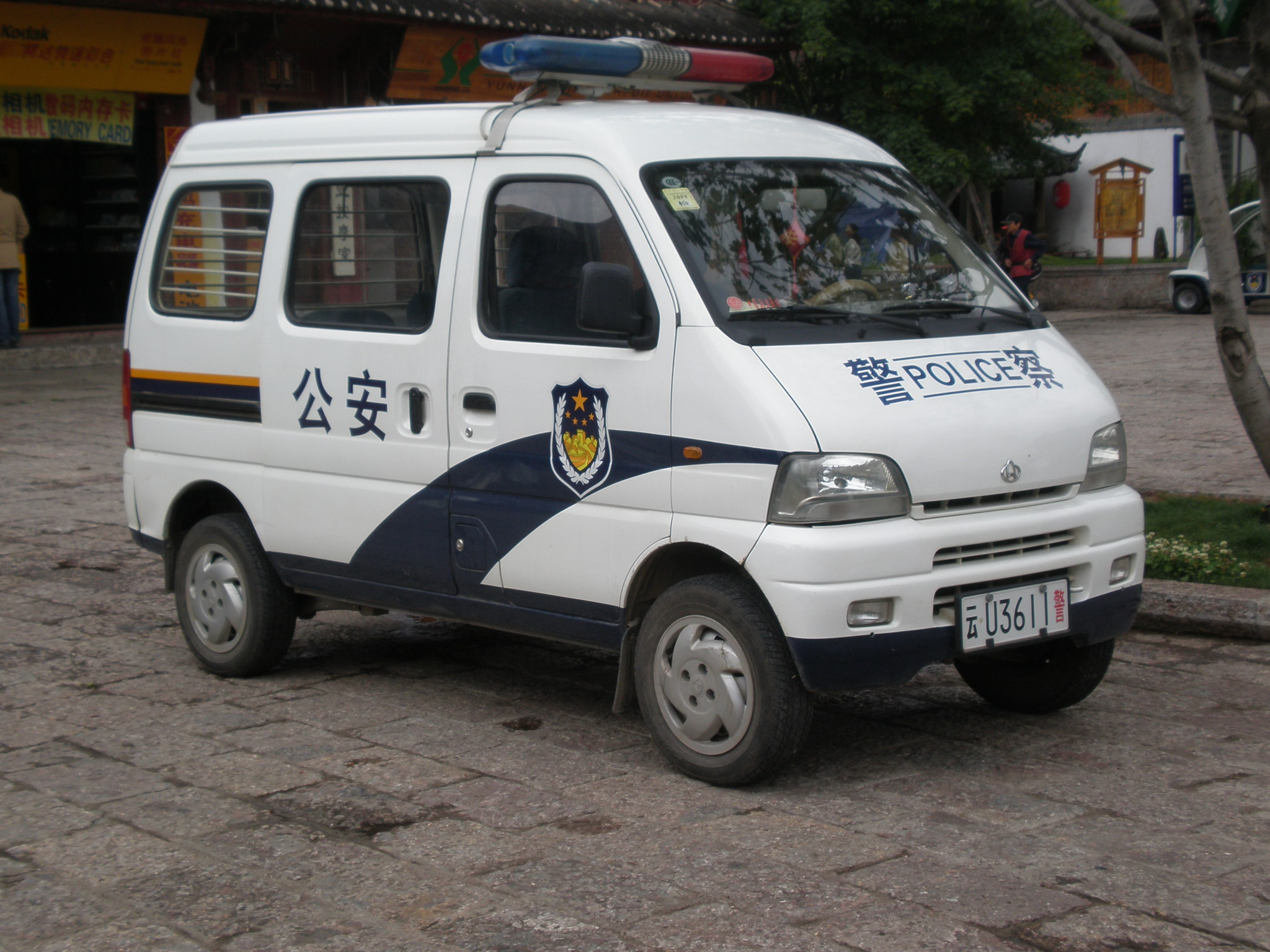
un véhicule Chang'An de la police chinoise.

Chang'an Automobile est un constructeur automobile chinois basé à Chongqing également connu sous la marque Chana.

## Histoire
Fondée à Shanghai en 1862, Chang'an Automobile est un fabricant d'engins militaires reconverti en constructeur automobile depuis 1957, qui s'est spécialisée dans les utilitaires légers. Elle a été renommée ChangAn Auto en 1997 après avoir fusionné avec Jialing en 1995. Maintenant établi à Chongqing, Chang'an s'est renforcé à la fin de la décennie 2000 en intégrant les fabricants de minivans Hafei et Changhe détenus par AVIC, devenant un des plus grands groupes automobile chinois aux côtés de SAIC, FAW, Geely ou Dong Feng avec 1 869 800 véhicules écoulés en 2009, avec pour objectif de passer à 2 200 000 en 2010.

changan logo since 2010 to 2020

Cependant Chang'an devant les difficultés d'intégrations de Changhe a finalement vendu cette filiale à BAIC.

## Coopérations industrielles
PSA

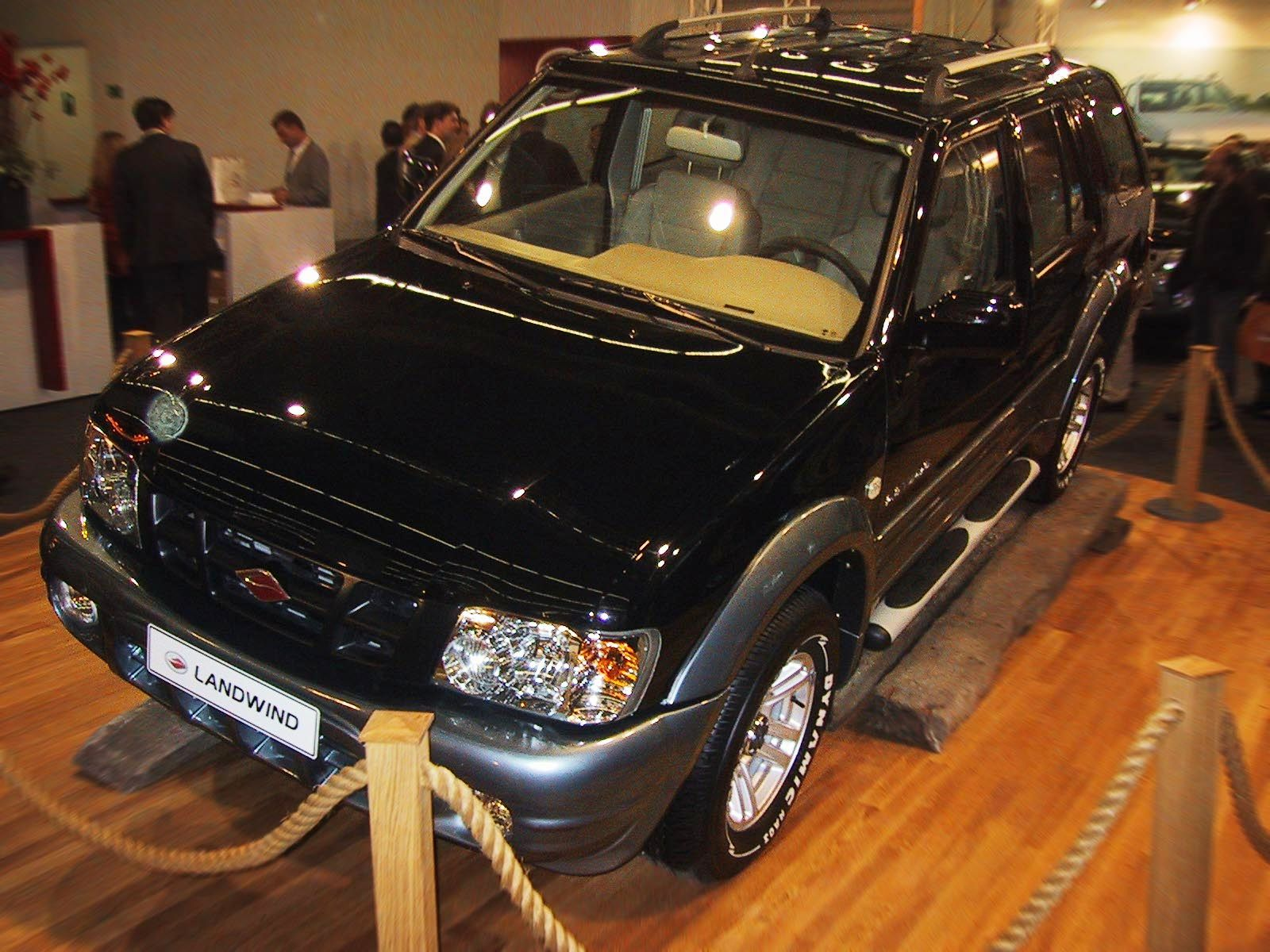
Le Jiangling Landwind.

Le 9 juillet 2010, CCGA (China Changan Automobile Group) et PSA Peugeot Citroën annoncent la création d'une coentreprise (CAPSA) afin de produire à partir de 2013 les DS, ainsi que des utilitaires légers. Le 20 novembre 2011, « Changan PSA Automobiles » inaugure la création de la coentreprise entre les deux partenaires. En novembre 2019, PSA annonce la fin de sa coentreprise avec Chang'an.
Suzuki
Depuis 1984, Chang'an coopère avec le groupe japonais Suzuki afin de produire conjointement des petits minivans ChangAn ainsi que les moteurs Jiangling. Avec 53 069 véhicules écoulés au premier trimestre 2010, Changhan Suzuki revendiquait une part de marché de 1,9 % tandis que Changhe Suzuki (né du rapprochement du japonais avec Changhe) s'octroyait 1,1 % du marché avec 29 717 ventes. En septembre 2018, Suzuki annonce vendre sa participation à Chang'an dans la co-entreprise.
Ford
Le groupe Ford et ses alliés sont un autre partenaire majeur pour Chang'an. Ford propose ainsi son S-Max vendu à 85 200 exemplaires au premier trimestre 2010 (3,1 % de part de marché) tandis que le groupe ChangAn détient (1,7 % de part de marché) sous sa propre société Changan Automobile avec 46 275 véhicules vendus.
Volvo
Changan Auto produit aussi deux modèles de Volvo la S40 et S80. Malgré la vente de marque suédoise au chinois Geely, cette coopération serait pérennisée
Avic
Grâce à l'apport de filiales d'Avic, Chang'an Automobile Group dispose de 9 centres de production en Chine situés à Chongqing, Heilongjiang, Jiangxi, Jiangsu, Hebei, Anhui, Shanxi, Guangdong et Shandong, qui abritent notamment 21 unités d'assemblage, pour une capacité de production annuelle de 2 200 000 unités. À cet outil industriel local, il faut ajouter des implantations en Malaisie, au Vietnam, en Iran et en Ukraine

## Modèles

### Gamme Chang'an actuelle

#### Sedan
- Chang'an Lumin
- Chang'an BenBen
- Changan Eado EV
- Chang'an Eado DT
- Changan Eado Plus
- Chang'an Yida
- Chang'an Raeton Plus
- Chang'an UNI-V

#### SUV
- Chang'an CS15
- Chang'an CS35 Plus
- Changan CS55 Plus
- Changan CS75  Plus/CS75
- Chang'an CS85
- Chang'an CS95
- Chang'an UNI-K
- Chang'an UNI-T

#### Pick-up
- Chang'an Hunter

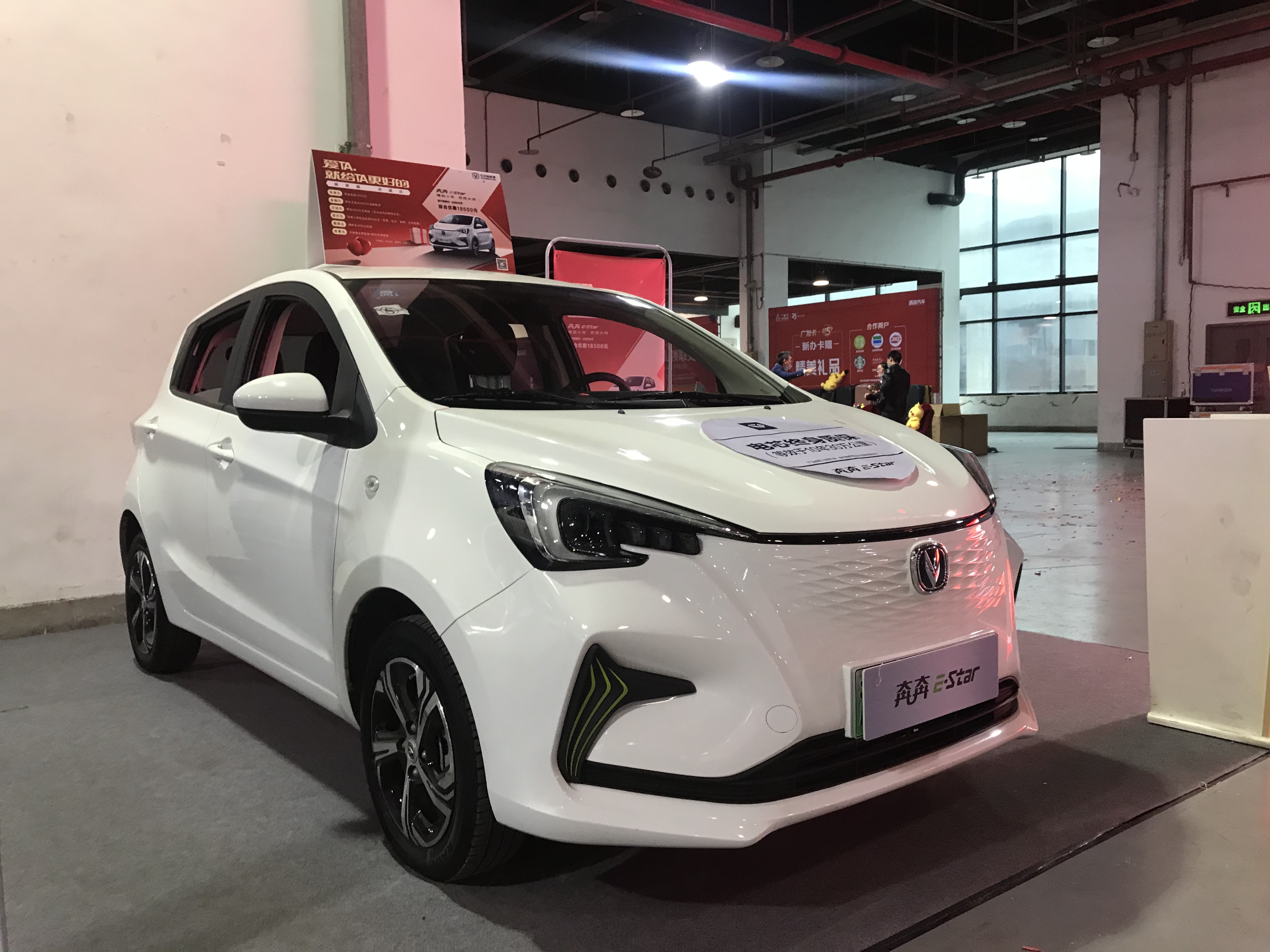
Chang'an BenBen E-Star
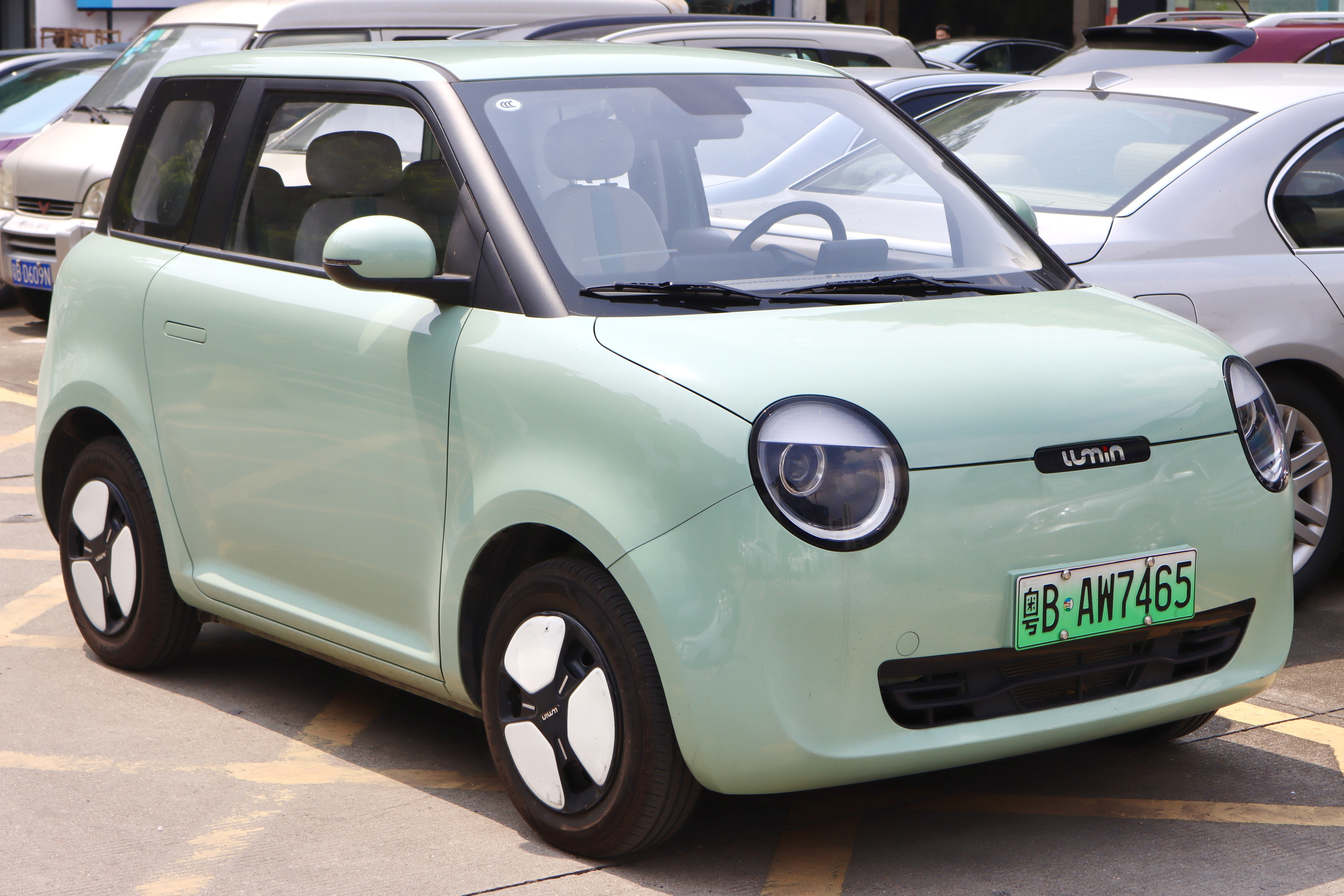
Chang'an Lumin
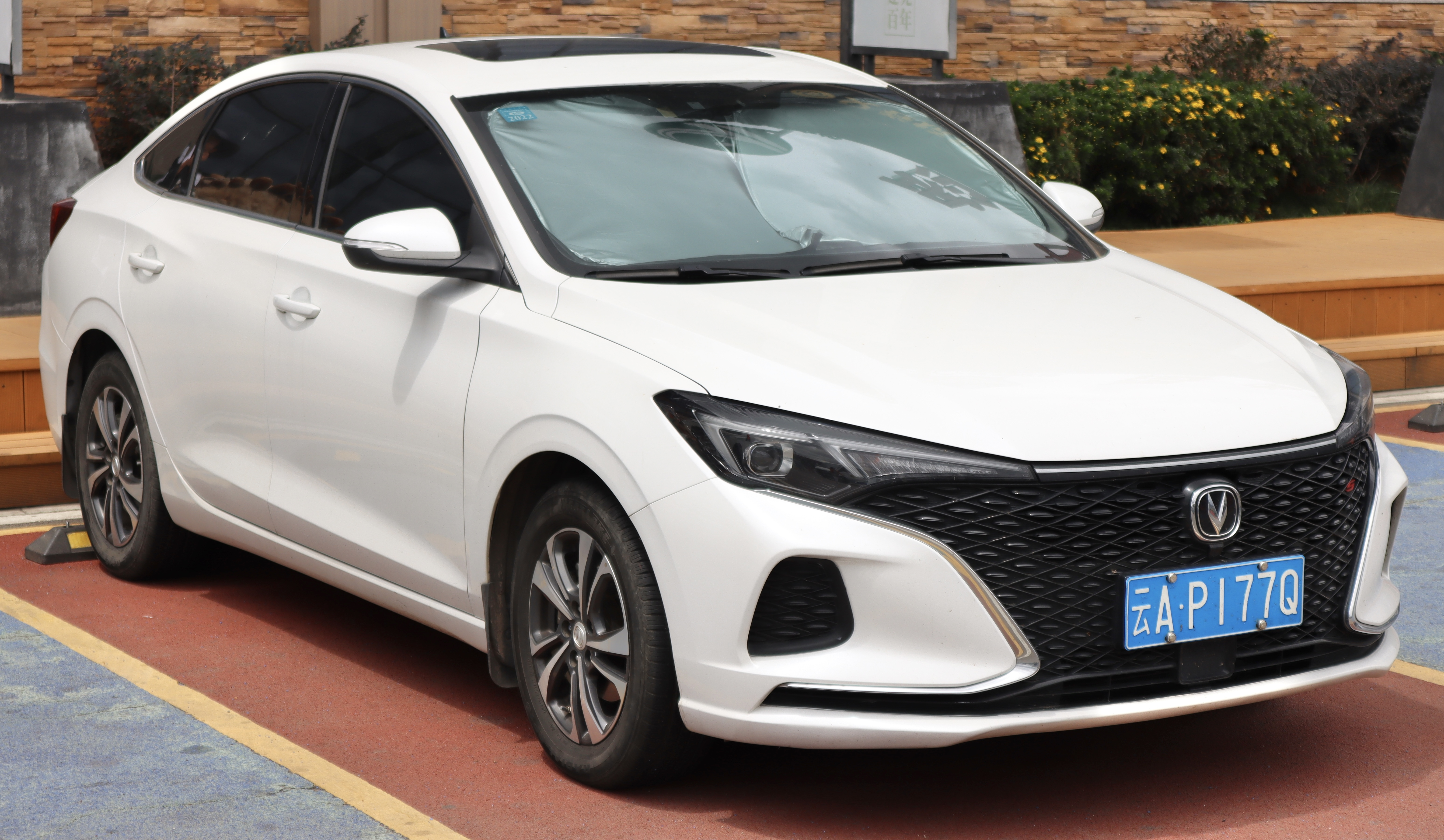
Chang'an Eado Plus
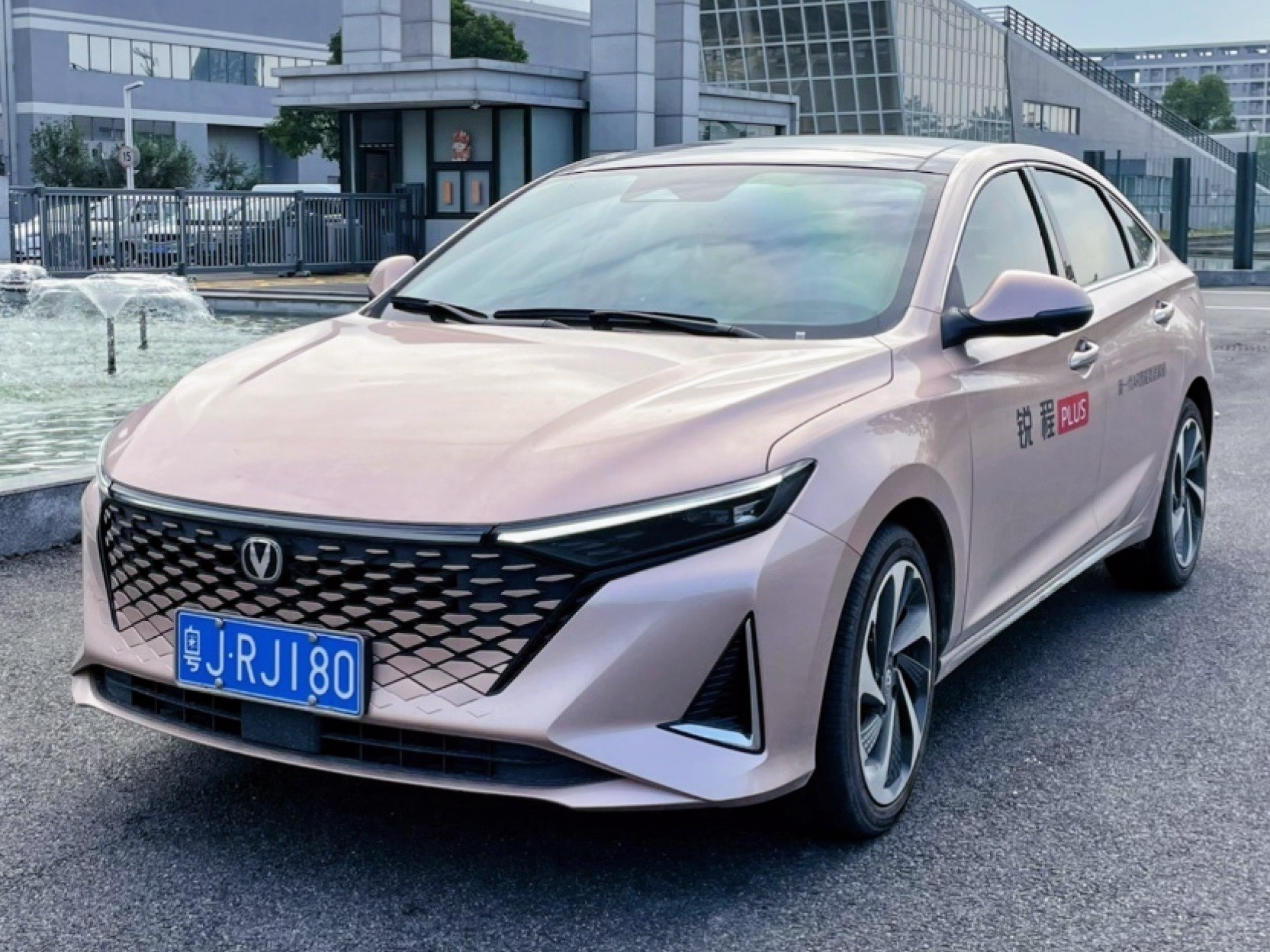
Chang'an Raeton Plus
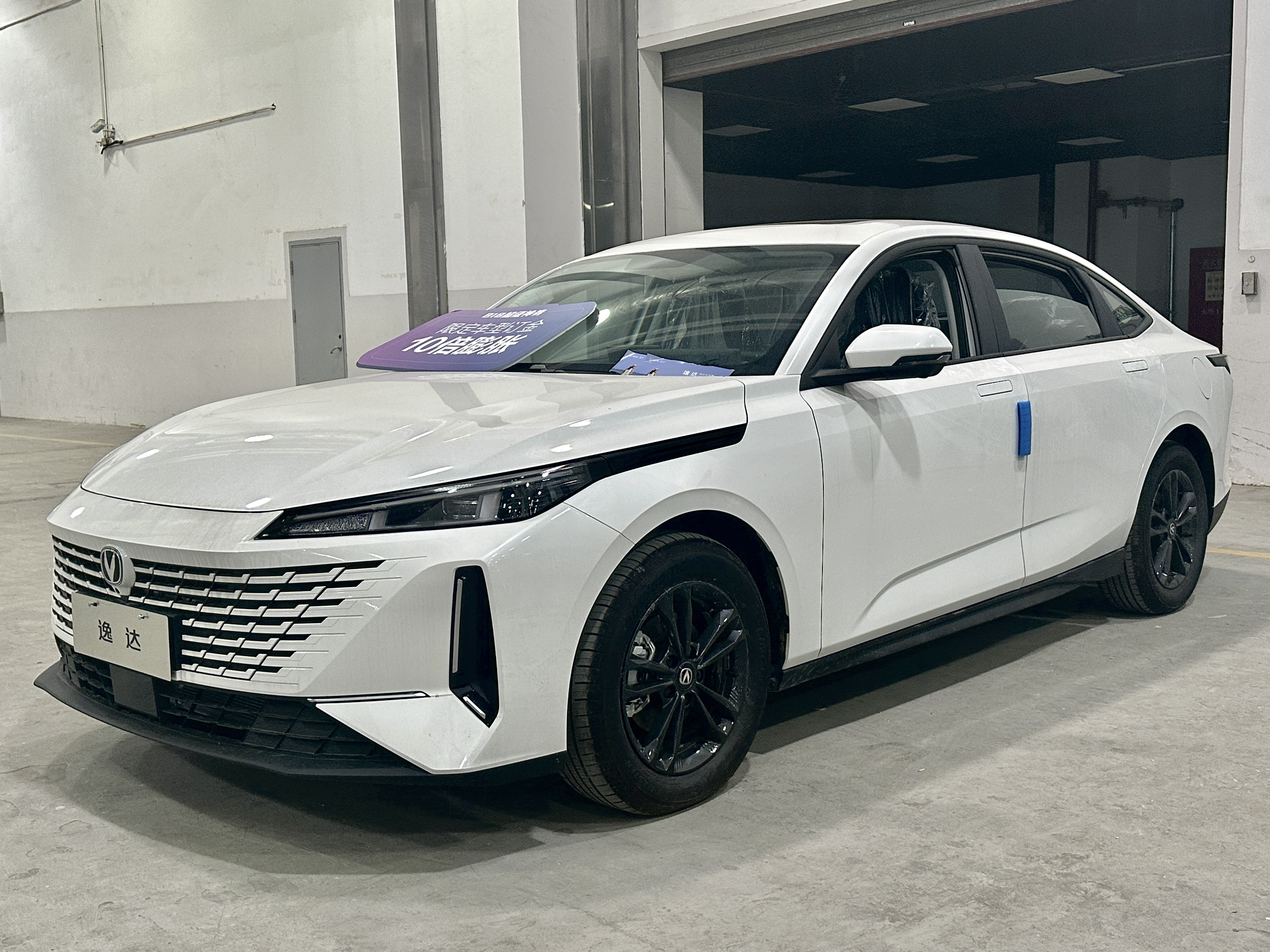
Chang'an Yida
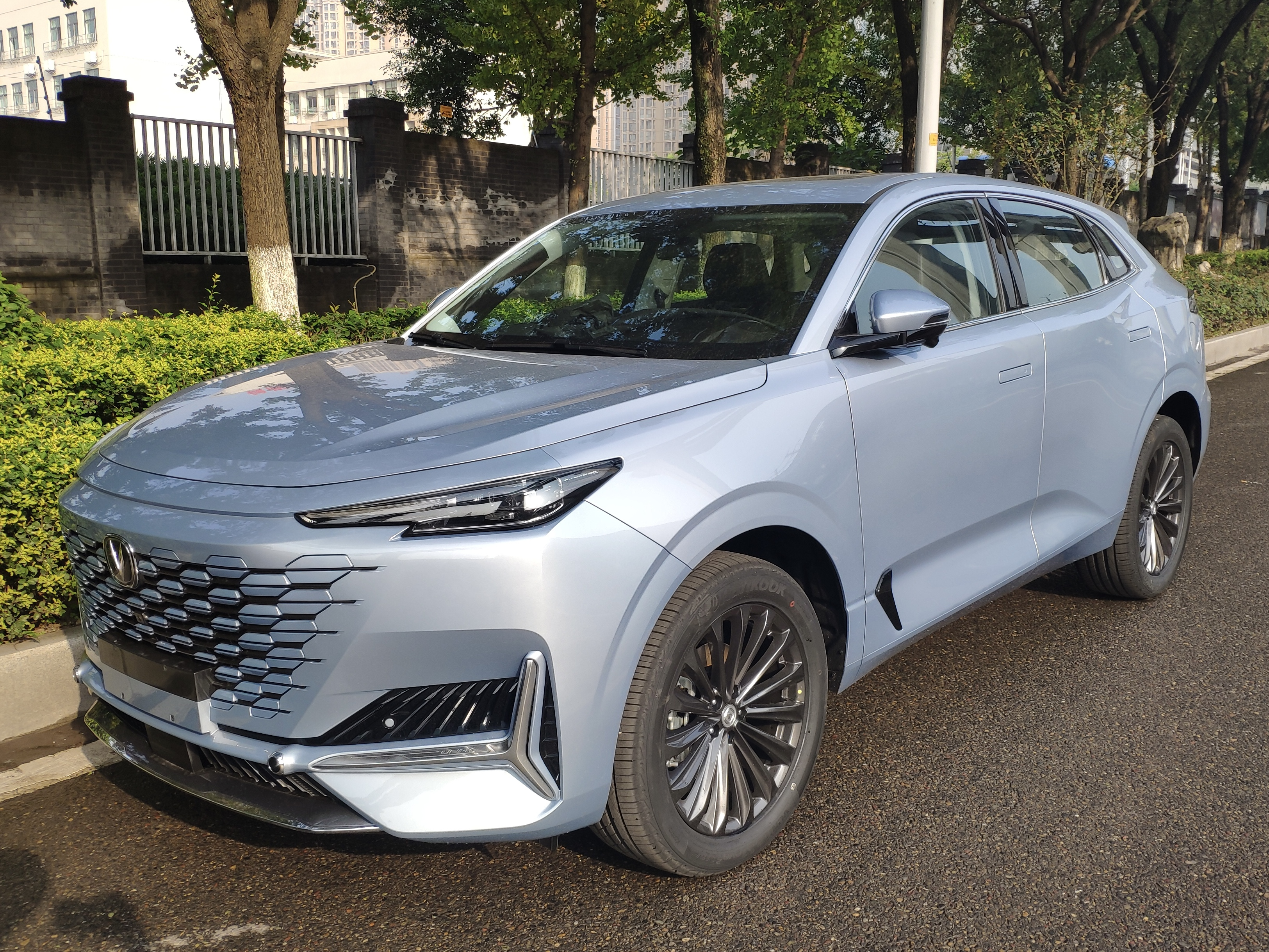
Chang'an UNI-K
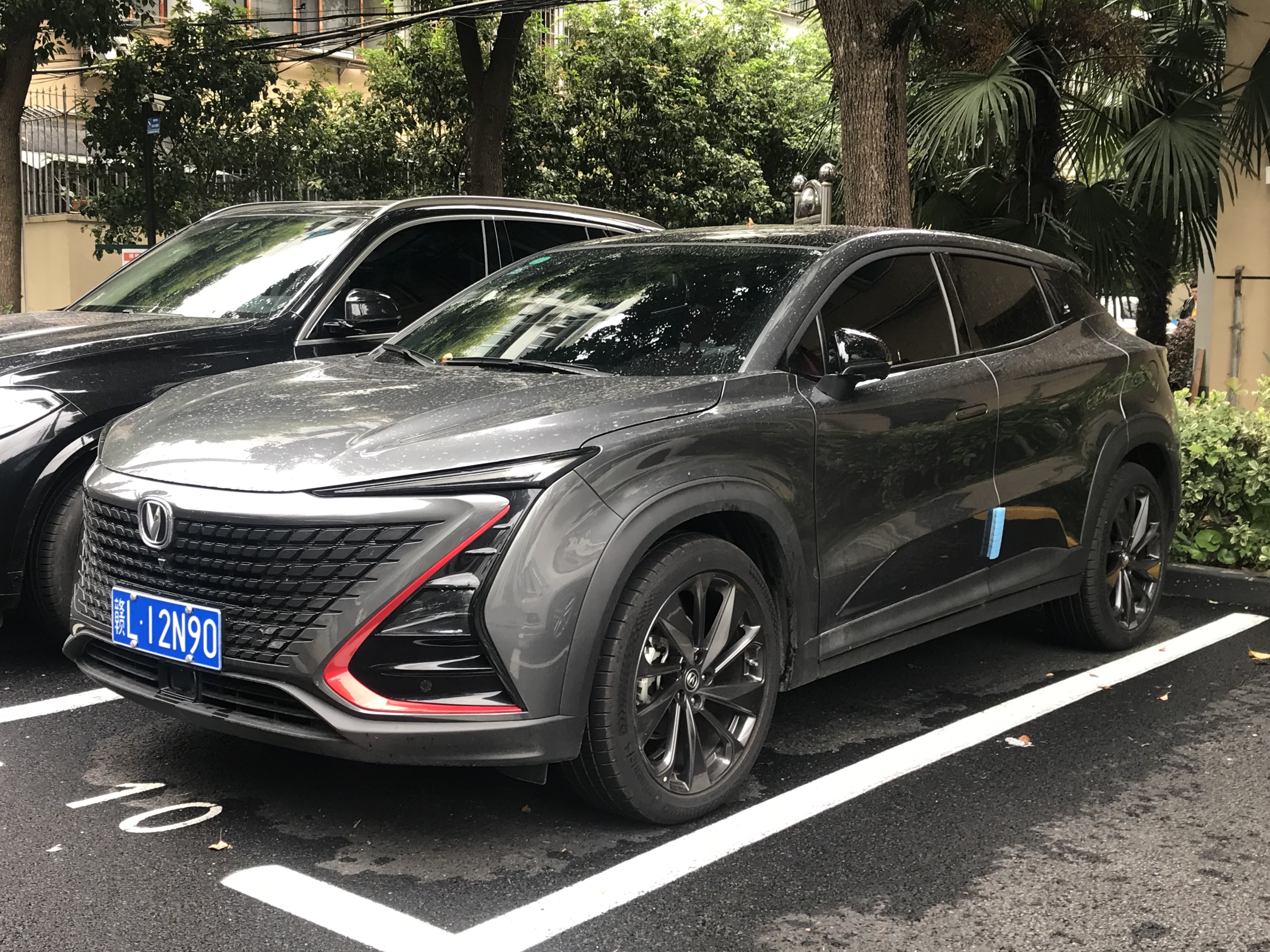
Chang'an UNI-T
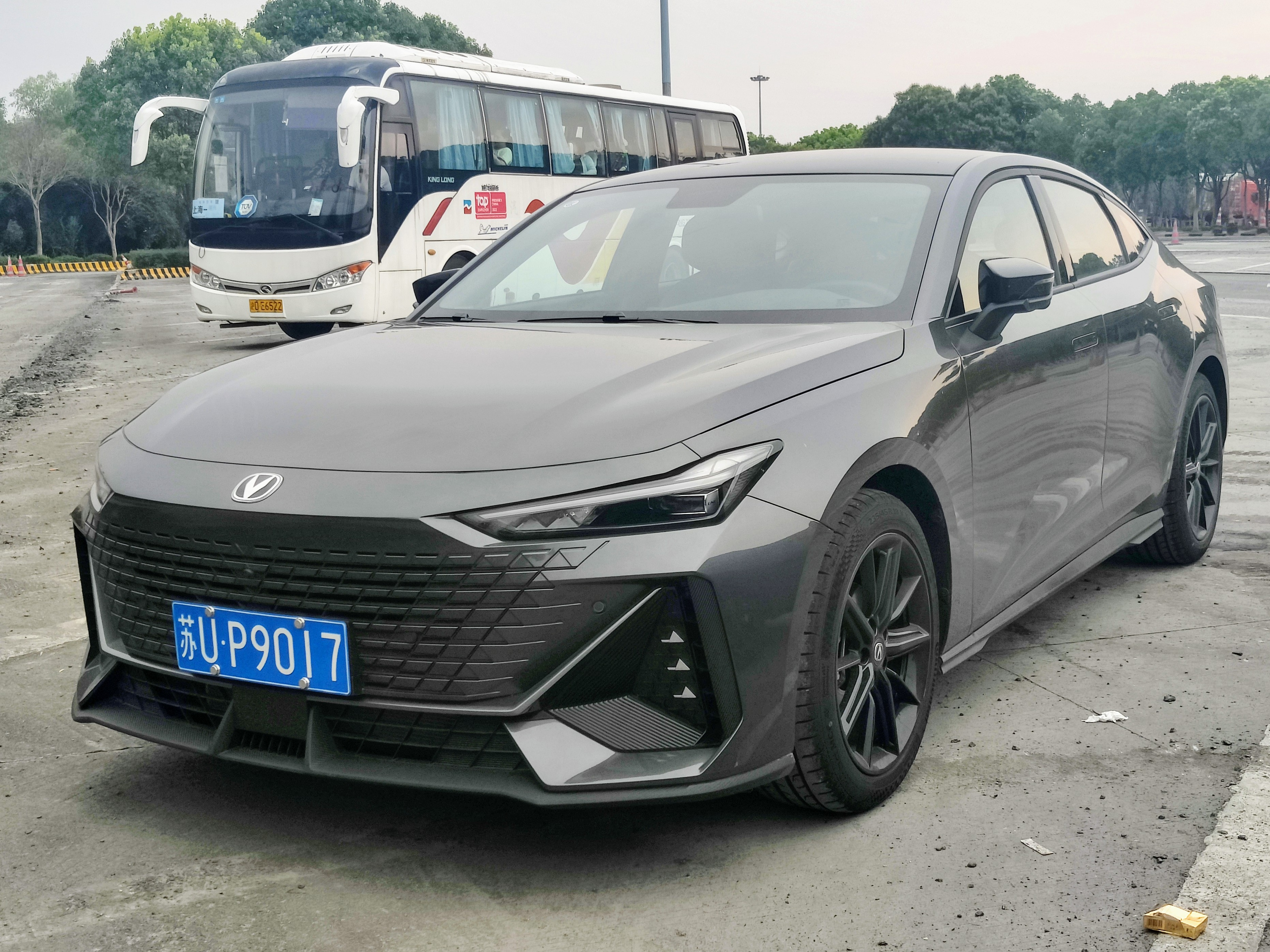
Changan UNI-V
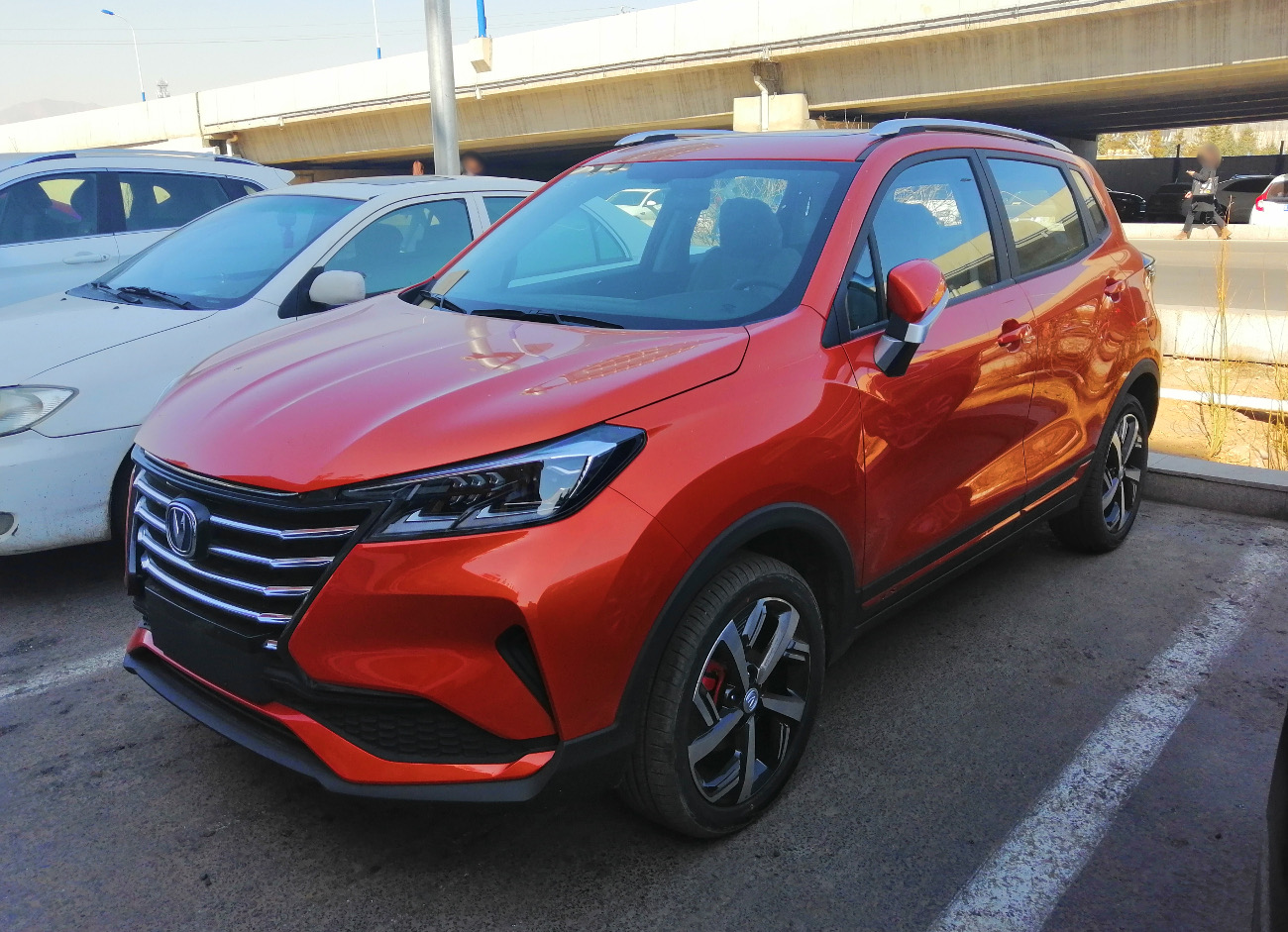
Chang'an CS15
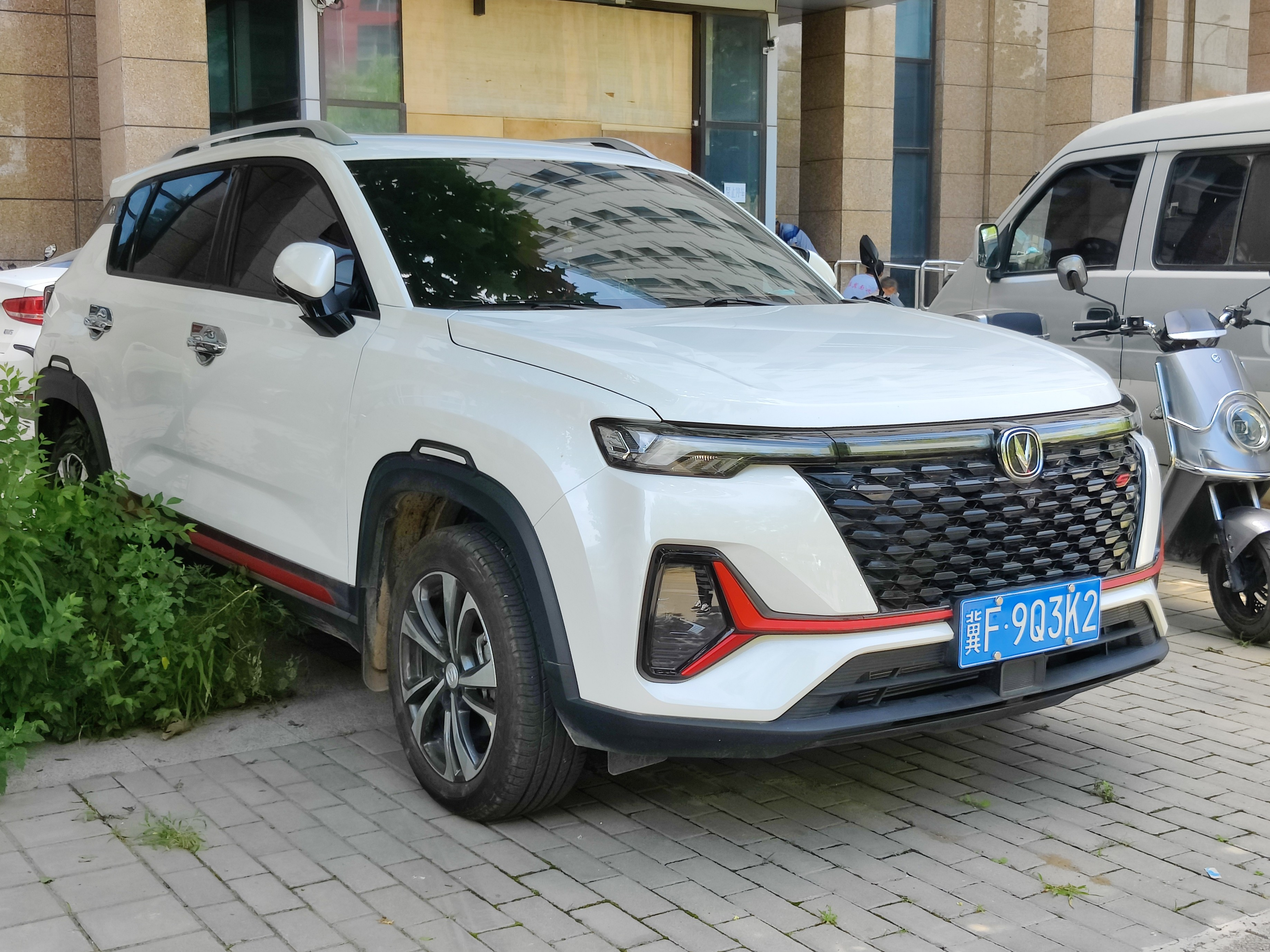
Chang'an CS35 Plus
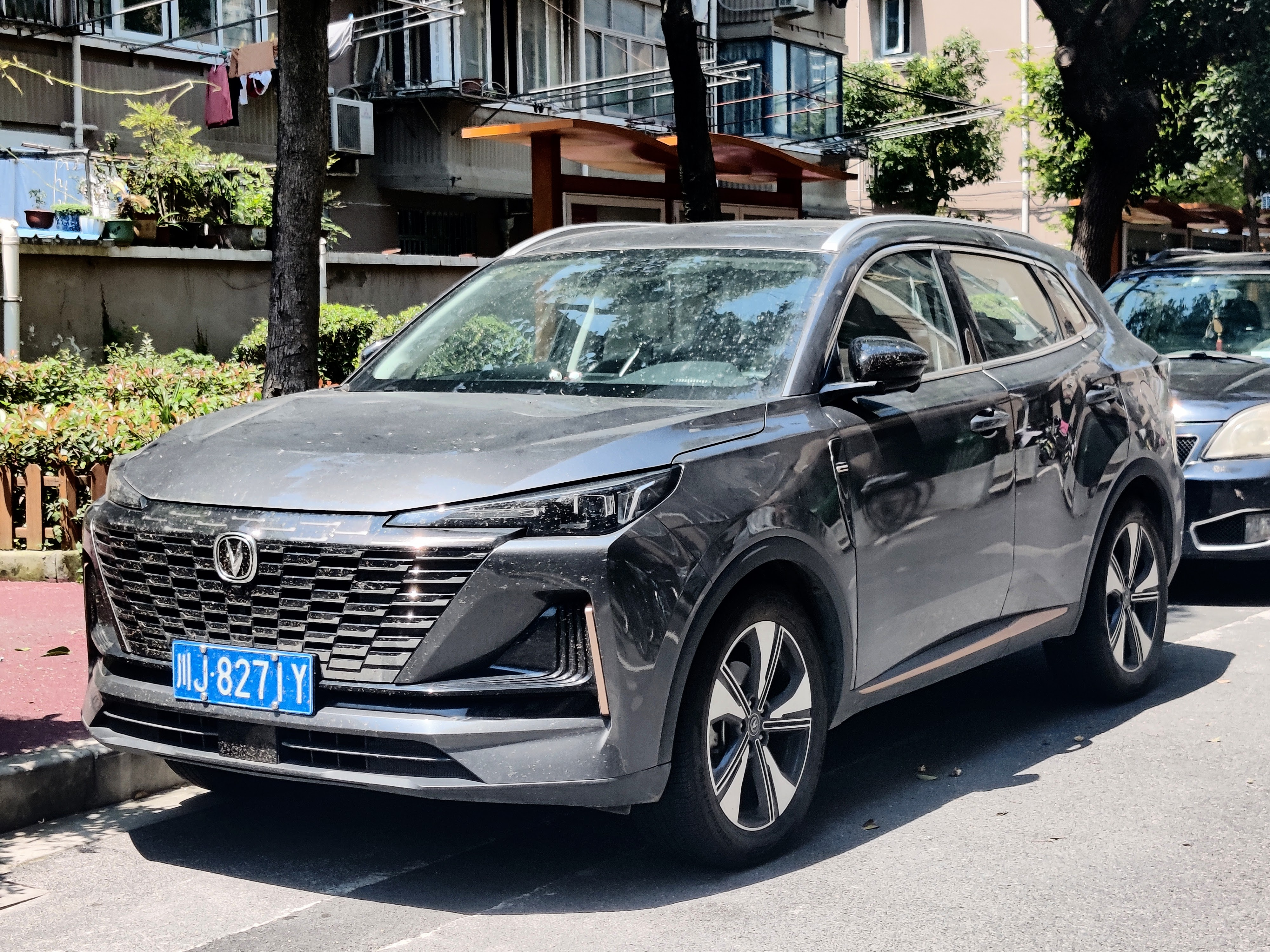
Chang'an CS55 Plus
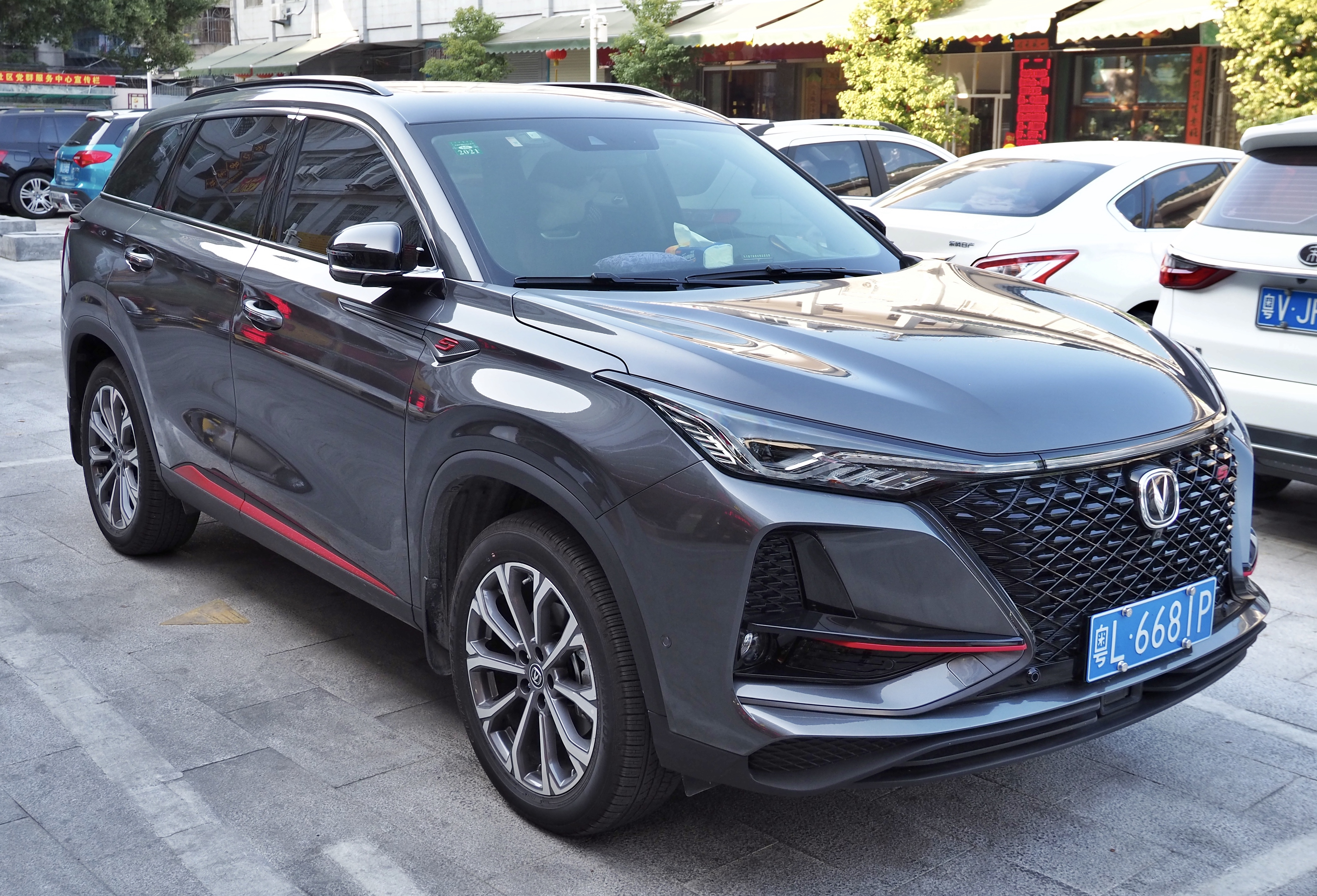
Chan'gan CS75 Plus
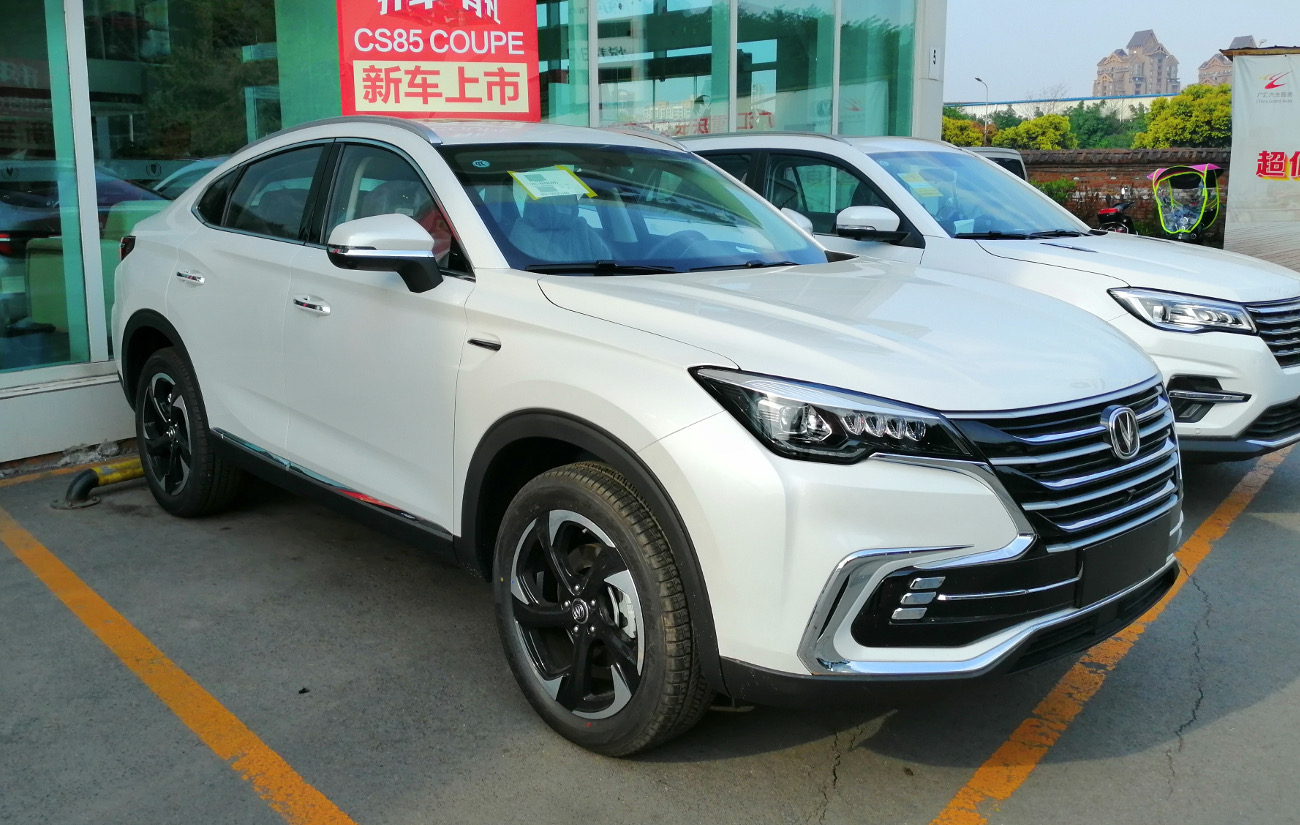
Chang'an CS85 Coupe
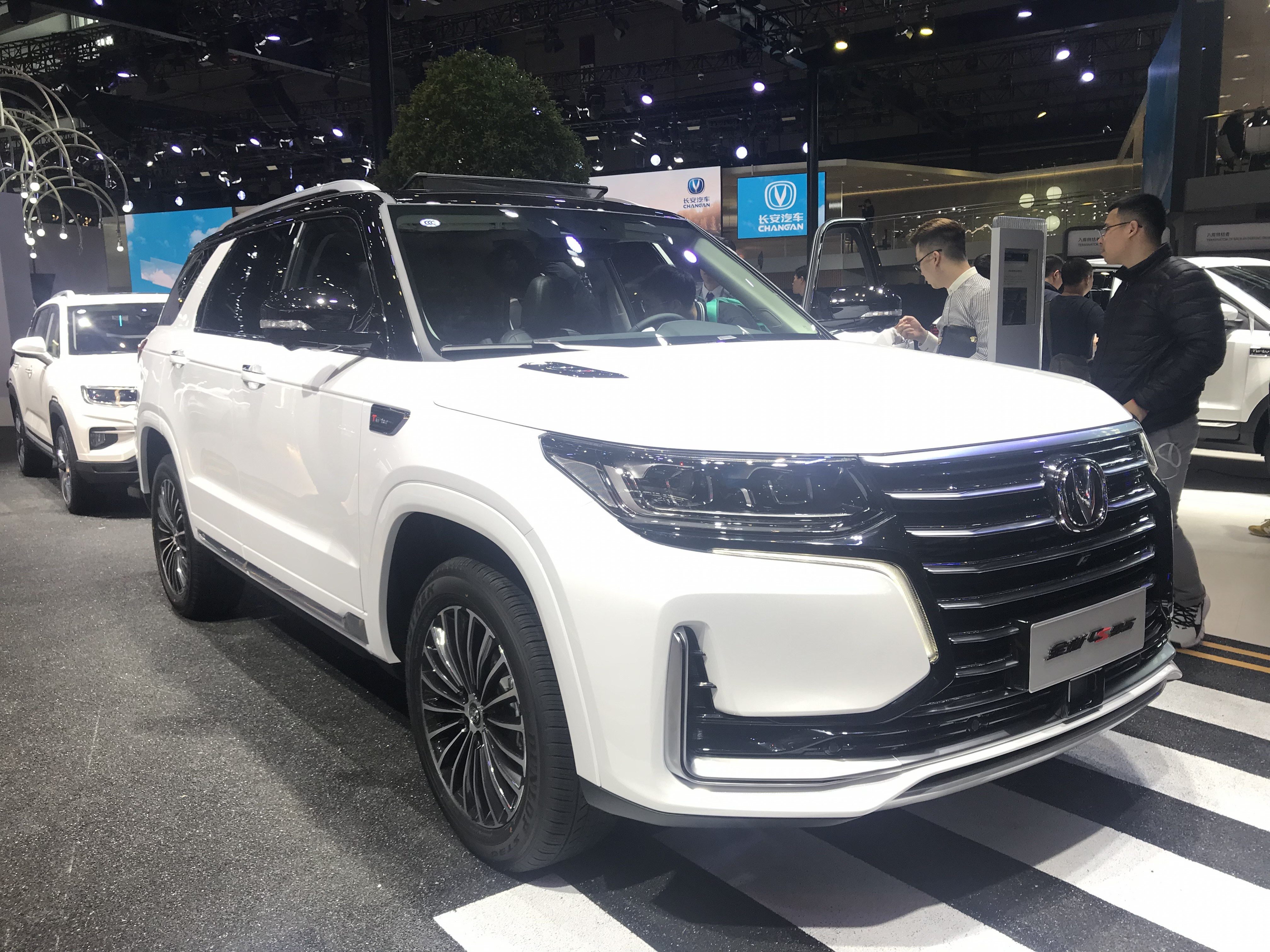
Chang'an CS95
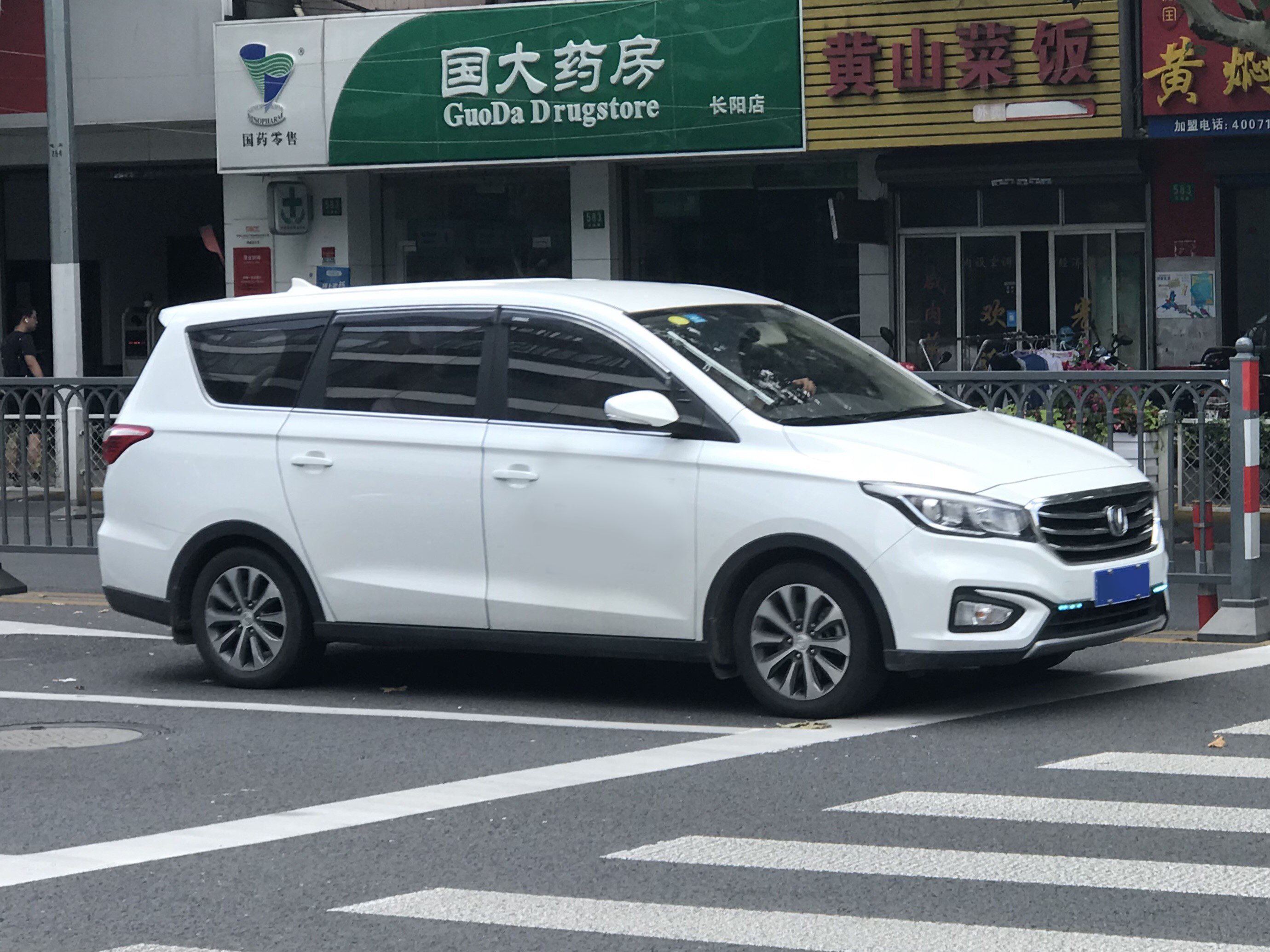
Chang'an Linmax

### Anciens modèles Chang'an
- Chang'an Benni/Ben Ben Mini
- Chang'an CX20
- Chang'an Alsvin
- Chang'an Alsvin V3
- Chang'an Alsvin V5
- Chang'an Alsvin V7
- Chang'an Z-Shine / CX30
- Chang'an Raeton
- Chang'an Jiexun

### Gamme Chana / Oushang / Kaicene actuelle
- Chang'an Star 5
- Chang'an Star 9
- Chang'an Honor S
- Chang'an Ruixing S50V / Ruixing S50T
- Chang'an Ruixing M60
- Chang'an Ruixing M70
- Chang'an Ruixing M80
- Chang'an Ruixing M90
- Chang'an Shenqi F50
- Kaicene F70

### Concept-cars
- Chang'An Sense